# Gräddhuvad blåkråka
Gräddhuvad blåkråka (Coracias cyanogaster) är en afrikansk fågel i familjen blåkråkor inom ordningen praktfåglar.

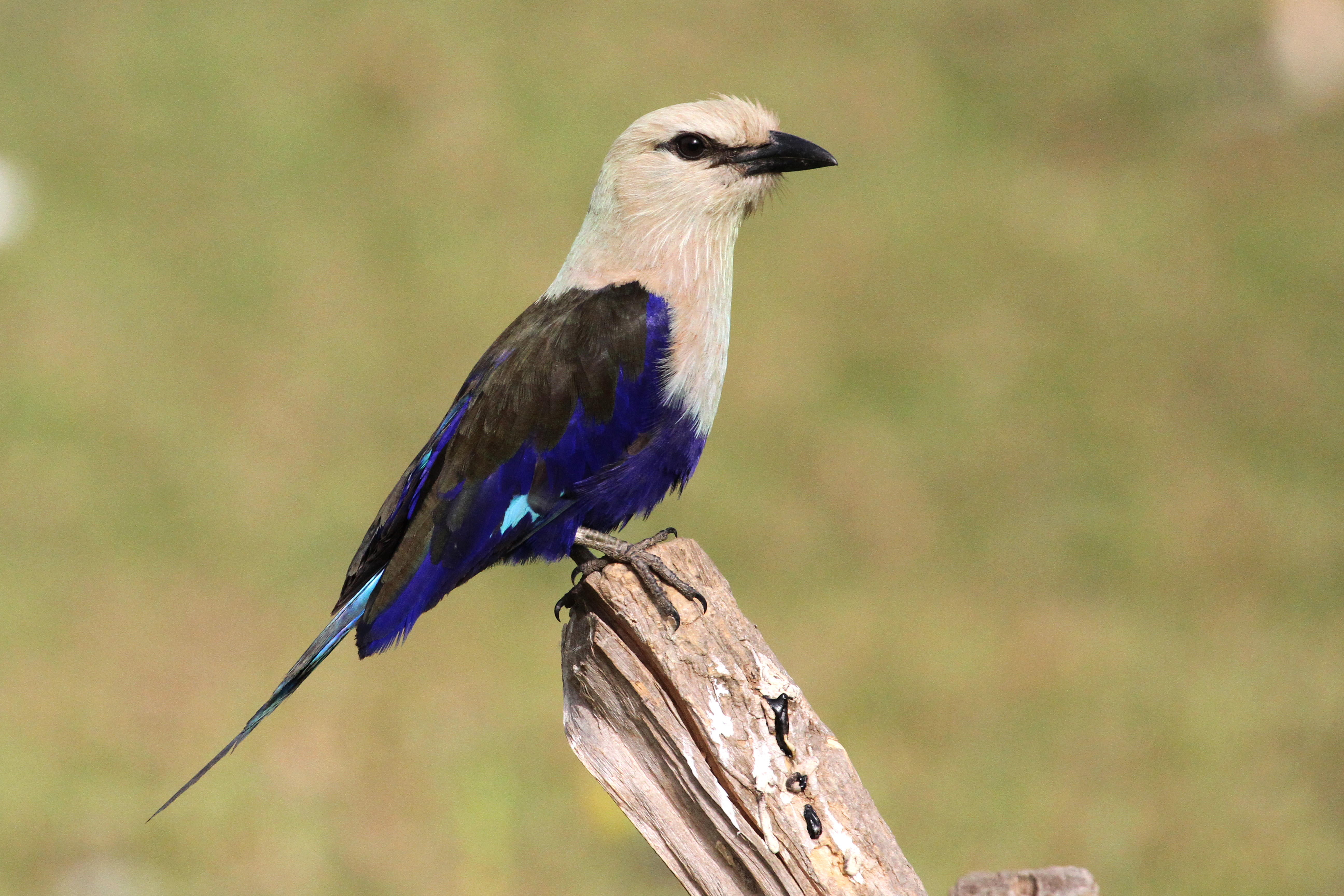

## Utseende och läten
Gräddhuvad blåkråka är en kajstor fågel med en kroppslängd på 28-30 cm. Karakteristiskt är den gräddvita färgen på huvud, hals och bröst. Ryggen är mörkgrön och resten av fjäderdräkten är huvudsakligen blå. Adulta fåglar har cirka sex centimeter långa förlängda yttre stjärtpennor. Könen är lika, men ungfågeln är blekare än den adulta. Lätet är ett hård, klickande "ga-ga-ga".

## Utbredning och systematik
Gräddhuvad blåkråka är en afrikansk stannfågel som förekommer från Senegal och Gambia till Centralafrikanska republiken, allra sydligaste delarna av Sudan och nordöstra Demokratiska republiken Kongo. Tillfälligt har den påträffats i Mauretanien. Den har även observerats i Danmark, men det anses osannolikt att den nått dit på naturlig väg. Den behandlas som monotypisk, det vill säga att den inte delas in i några underarter. Bland blåkråkorna har den inga nära släktingar.

## Levnadssätt
Gräddhuvad blåkråka hittas i fuktig savann med inslag av Isoberlinia-trees. Den ses ofta sitta på höga utkiksplatser som trädtoppar, stolpar och telefontrådar som en jättelik törnskata, spanande efter gräshoppor och andra större insekter. Fågeln häckar i ett trädhål mellan april och juni i Senegal, mars–maj i Sierra Leone och februari–september i Elfenbenskusten. Den utför en viplik spelflykt.

## Status och hot
Arten har ett stort utbredningsområde och en stor population, men tros minska i antal till följd av habitatförstörelse i delar av utbredningsområdet.  Den tros dock inte minska tillräckligt kraftigt för att den ska betraktas som hotad. Internationella naturvårdsunionen IUCN kategoriserar därför arten som livskraftig (LC). Världspopulationen har inte uppskattats men den beskrivs som frekvent förekommande till vanlig.